# Syrrhopodon rodriguezii
Syrrhopodon rodriguezii är en bladmossart som beskrevs av Ferdinand François Gabriel Renauld och Jules Cardot 1895. Syrrhopodon rodriguezii ingår i släktet Syrrhopodon och familjen Calymperaceae. Inga underarter finns listade i Catalogue of Life.